# Mona
Mona（モナ、MicroKernel OperatingSystem with Network Suite Architecture）は、2ちゃんねるのOS板内のスレッド「OSを作ろう」でひげぽん（ハンドルネーム）らが提唱し、開発を開始したオペレーティングシステムの一種である。
UNIXベースやWindows互換を目指すのではなく、過去のしがらみにとらわれない全く新しいOSとして開発が進められている。2005年3月17日にリリースされたver.0.3.0alpha4ではIA-32アーキテクチャのコンピュータでCD-ROMからの起動が可能となった。
ver.0.3.0alpha8ではAPMを用いた電源の切断や、VFSのサポートが追加された。又、このバージョンでfile_serverの書き直しが行われた。
OSのソースコードはマイクロカーネルとして実装されており、そのほとんどがC++で記述される。
なお、Mona OS制作を通じて、ひげぽんは、情報処理推進機構の未踏ソフトウェア創造事業で「天才プログラマー/スーパークリエータ」のうちの一人に選ばれている。

## 関連書籍
- 『MONA―2ちゃんねる発祥の手作りOS』（ひげぽん、ISBN 4-8399-1763-9、毎日コミュニケーションズ、2005/04）